# Fröndenberg/Ruhr
Fröndenberg/Ruhr è una città di 20 436 abitanti della Renania Settentrionale-Vestfalia, in Germania.
Appartiene al circondario (Kreis) di Unna (targa UN).
Il 1º gennaio 1968 ha incorporato i comuni soppressi di Altendorf, Bausenhagen, Frohnhausen, Frömern, Langschede, Neimen, Ostbüren, Stentrop, Strickherdicke e Warmen.